# Grup Viver de Bell-lloc
El Grup Viver de Bell-lloc és un conglomerat d'entitats sense ànim de lucre que treballa en l'àmbit assistencial i de la inclusió social i laboral dintre del món agrícola. Va començar a operar l'any 1982. Es troba radicat a Cardedeu i actua en la comarca del Vallés Oriental. Pertanyen a aquest grup l'Associació per a la Integració Social del Deficient, la Fundació Viver de Bell-lloc i la Fundació Lluïsa Oller.
L'any 2000 va ser declarada entitat d'utilitat pública.

## El grup

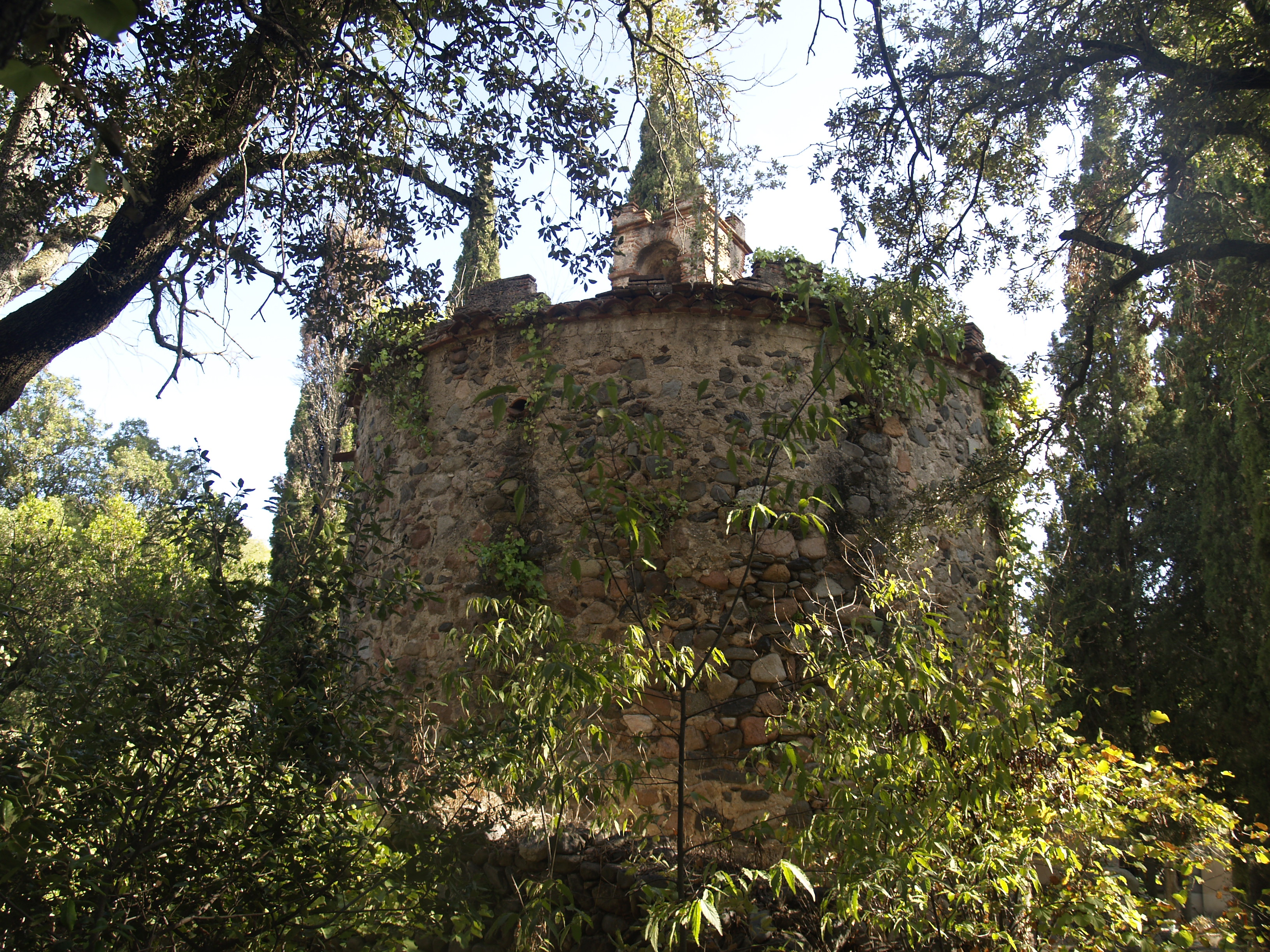
Castell de Bell-lloc, situat a la finca on el Grup va iniciar la seva activitat i d'on pren el nom

L'entitat sorgeix l'any 1982, formada inicialment per un grup de pares d'una vintena d'ex-alumnes del centre d'educació especial Escola Viver Castell de Sant Foix, de Santa Maria de Martorelles, amb l'ajuda de professionals del sector i la participació de la Fundació "la Caixa" i el Departament de Treball de la Generalitat de Catalunya. El seu primer projecte va ser la creació d'un viver per cultivar i vendre plantes decoratives, en uns terrenys cedits de la Finca Bell-lloc, a La Roca del Vallès.
Va ser creat com una associació (l'Associació per a la Integració Social del Deficient, AISD) i amb els anys va anar ampliant el seu marc d'actuació: servei d'acollida, integració laboral, llar residència, servei de lleure, de formació ocupacional i de vida independent. Ofereix serveix a particulars, empreses i administracions promovent el creixement personal i la inclusió de persones amb discapacitats.
L'any 2010 va produir-se un canvi jurídic en l'associació, creant les dues fundacions (Fund. Lluïsa Oller i Fund. Viver de Bell-lloc). L'AISD va mantenir-se operativa, desenvolupant la secció de voluntariat, que du activitats de lleure, acompanyament o tallers d'estiu. La plantilla supera amb escreix el centenar de membres, dels que aproximadament tres quartes parts tenen alguna discapacitat. El Grup està dirigit per Manuel Palou, president de l'organització; Carles Sunyer, vicepresident i Carlos Sopeña, gerent.

### Fundació Viver de Bell-lloc
Després de la reforma estatutària del grup de 2010, la Fundació Viver de Bell-lloc va restar com el Centre Especial de Treball del Grup, assegurant una feina remunerada a persones amb discapacitat, garantint la seva integració en el món laboral. Divideix les seves activitats en tres àrees principals: cultiu al viver, serveis mediambientals i agricultura ecològica, actuant també en altres sectors relacionats. Els treballadors del CET reben l'ajuda d'un equip de suport a l'activitat professional.

#### Helix
Helix és la marca sota la qual la Fundació distribueix els seus productes i serveis. Entre els productes que ofereix la Fundació, es troben el conreu d'heura per jardineria pública o la preparació i venda de cistells de fruita i verdura, ous i altres productes ecològics. Altres serveis del grup són: jardineria, muntatge d'envasos, serveis de neteja o control d'accessos, entre d'altres.

### Fundació Lluïsa Oller
Agrupa les activitats de caràcter assistencial del grup. Van iniciar el seu recorregut, encara dins de l'AISD, amb l'atenció a persones amb discapacitat intel·lectual i, posteriorment, també amb discapacitats motrius. D'igual manera que la Fundació Viver de Bell-lloc, va escindir-se de l'AISD el 2010.
La Fundació té per objecte la millora de la qualitat de vida de les persones que tenen una discapacitat intel·lectual i/o algun tipus de trastorn sever de salut mental, potenciant la seva participació, autodeterminació i la normalització de la seva vida. A més de les llars, també ofereix serveis d'orientació i suport residencial.

### Lluïsa Oller
L'ex-infermera Lluïsa Oller (Barcelona, 1928) és la presidenta d'honor de totes dues fundacions des de 2015. Va ser l'encarregada de bastir l'àrea d'assistència social de l'AISD en els seus inicis. Paral·lelament a les seves funcions dins de l'organització, Oller va desenvolupar tasques d'acollida a marginats. Durant la dècada del 2010 va donar a la Fundació dos immobles situats a Cardedeu, un al carrer Tarragona que acull treballadors del Viver i l'altre, al carrer Joan XXIII, reconvertit en llar residència amb capacitat per acollir dotze internats i on està previst crear un centre ocupacional de dia.

## Guardons
- Premi Proteus d’ètica, 2011.[19]
- Premi ESADE-BBVA Momentum Project, 2011.[20]
- Premi Corresponsables, 2012.[21]
- Premi Responsabilitat Social Corporativa de la Cambra de Comerç de Barcelona, 2014.[4]
- Premi EINES al millor projecte de transformació i innovació social, 2021.[22]